# Steatorrea
La steatorrea è una condizione patologica relativa alla defecazione, caratterizzata dalla presenza di grandi quantità di sostanze grasse nel materiale fecale.

## Etimologia
Il termine ha derivazione greca: στέαρ, «grasso», e ῥέω, «scorrere».

## Aspetto
Il fenomeno della steatorrea — cui possono accompagnarsi malassorbimento o diarrea — è correlato all'espulsione di feci maleodoranti, con visibile presenza di grassi e consistenza oleosa.

## Eziopatogenesi
Gli acidi biliari sono fondamentali per un corretto assorbimento dei lipidi, comportando una corretta formazione delle micelle. Ne consegue che ogni alterazione che determini una riduzione o mancanza degli acidi biliari (patologie epatiche, farmaci ipolipemizzanti, una pregressa colecistectomia) può associarsi a steatorrea. Anche le anomalie della mucosa intestinale, correlate ad esempio alla celiachia o alla malattia di Crohn, possono causare steatorrea. Alterazioni in senso ostruttivo del sistema linfatico intestinale si possono associare a cattivo assorbimento delle lipoproteine e quindi a steatorrea. L'insufficienza pancreatica (e le conseguenti alterazioni nella secrezione di enzimi come la lipasi) si associa a steatorrea, in particolare dei soggetti in età avanzata.

## Cause
Questa particolare patologia è causata da malattie che pregiudicano la normale capacità di assorbimento da parte dell'intestino.
- Coledocolitiasi (ostruzione dei dotti biliari causata da un calcolo)
- Pancreatite cronica[5]
- Cancro del pancreas (in caso di concomitante ostruzione delle vie biliari)
- Cirrosi epatica (scarsa produzione di sali biliari)
- Celiachia
- Diverticolosi[6]
- Malattia di Crohn
- Fibrosi cistica
- Resezione intestinale[7]
- Sindrome da proliferazione della flora batterica
- Giardiasi[8]
- Farmaci (octreotide; lanreotide; sibutramina; Orlistat).[9]

Un malassorbimento di grassi particolarmente grave (escrezione totale di grasso nelle feci superiore a 40 g nelle 24 ore) è quasi sempre associato a una insufficienza pancreatica o una malattia della mucosa del piccolo intestino.
Una rara causa di steatorrea può essere dovuta all'effetto collaterale della assunzione di alcuni farmaci, come l'octreotide o la lanreotide, che sono degli analoghi della somatostatina, il cui utilizzo clinico è destinato al trattamento dell'acromegalia. Anche alcuni farmaci che riducono l'assorbimento dei grassi presenti nella dieta, come ad esempio l'Orlistat, possono provocare steatorrea.

## Diagnosi
La diagnosi è prevalentemente clinica. Esistono tuttavia dei test per una determinazione più certa del disturbo. 
Una definizione più certa di steatorrea si ha con la raccolta delle feci nelle 72 ore. Se a monte del disturbo vi è un malassorbimento di grassi, è possibile dimostrazione un aumento oltre i 7 g/die della eliminazione dei grassi con le stesse. Prima della esecuzione del test, i soggetti debbono osservare una dieta con assunzione controllata e costante di grassi, in misura non superiore a 80-100 g/die nei 3-4 giorni che precedono la raccolta delle feci.
Il test del d-xilosio permette di differenziare una steatorrea da malattia pancreatica rispetto a una steatorrea associata a malattia della mucosa del piccolo intestino.